# ベータ関数 (物理学)
場の量子論において、ベータ関数（ベータかんすう、英: beta function）とは、あるエネルギースケールに対する結合定数の依存性を決定する関数である。エネルギースケールを {\displaystyle \mu }、結合定数を {\displaystyle g} とすると、ベータ関数は次のように定義される。
{\displaystyle \beta (g)=\mu \,{\frac {\partial g}{\partial \mu }}}
慣用的に、エネルギースケールの変化に伴い結合定数が変化することを結合定数が走る（結合定数のrunning）といい、そのような結合定数を走る結合定数（running coupling constant）と呼ぶ。場の量子論におけるスケール依存性は繰り込み群によって記述される。

## スケール不変性
一般に、結合定数がある値をとりベータ関数がゼロになるとき、その理論はスケール不変になる。このときの結合定数の値は繰り込み群の固定点と呼ばれ、固定点においてベータ関数の傾きが負の場合は紫外固定点、正の場合は赤外固定点となる。スケール不変な場の量子論の全ては共形不変であり、そのような理論は共形場理論と呼ばれる。

## ベータ関数の計算例
ベータ関数は結合定数を十分に小さいと仮定することで摂動論によって計算される。このとき、ベータ関数は結合定数で級数展開され、高次の項は無視される。この展開はファインマン・ダイアグラムにおけるループ計算と対応している。
以下では、摂動論を用いたベータ関数の計算例を挙げる。

### 量子電磁力学
量子電磁力学（QED）における1ループベータ関数は
- {\displaystyle \beta (e)={\frac {e^{3}}{12\pi ^{2}}}}

あるいは
- {\displaystyle \beta (\alpha )={\frac {2\alpha ^{2}}{3\pi }}}

となる。ここで、微細構造定数は{\displaystyle \alpha ={\frac {e^{2}}{4\pi }}}である。
このベータ関数は常に正の値をとるので、エネルギースケールの増加に対して結合定数は増加する。つまり、QEDにおける電磁相互作用は高エネルギー側で強くなり、低エネルギー側でゼロに近付く。実際QEDでは、ある有限のエネルギーにおいて結合の強さは無限大に発散し、このエネルギースケールをランダウ・ポールと呼ぶ。ランダウ・ポールは摂動論を用いた為に生じた人為的な結果であり、この領域においては摂動論は適用できない。

### 量子色力学
量子色力学（QCD）において、クォークのフレーバー数を{\displaystyle n_{f}}とすると1ループベータ関数は
- {\displaystyle \beta (g)=-\left(11-{\frac {2n_{f}}{3}}\right){\frac {g^{3}}{16\pi ^{2}}}}

あるいは
- {\displaystyle \beta (\alpha _{s})=-\left(11-{\frac {2n_{f}}{3}}\right){\frac {\alpha _{s}^{2}}{2\pi }}}

となる。ここで、{\displaystyle \alpha _{s}={\frac {g^{2}}{4\pi }}}である。
このベータ関数は、{\displaystyle n_{f}\leq 16}の範囲においては負の値をとるので、エネルギースケールの増加に対して結合定数は減少する。つまり、QCDにおける強い相互作用は低エネルギー側で強くなり、高エネルギー側でゼロに近付く。この現象はQCDの漸近的自由性として知られており、低エネルギー側では結合が強くなるため、摂動論が適用できなくなることを示している。

### SU(N)ヤン＝ミルズ理論
より一般化したゲージ理論としてSU(N)ヤン＝ミルズ理論のベータ関数が計算されている。このとき、QCDはN=3の場合として扱われる。
最低次（1ループ）の結果は1973年にデイビッド・グロスとフランク・ウィルチェック及び、H. デビッド・ポリツァーによって導出された。3人は、この功績（漸近的自由性の発見）により2004年のノーベル物理学賞を受賞した。
また、同時期にヘーラルト・トホーフトも同じ結果を導出していたが、これは論文として出版されていない。
高次項については1974年に2ループ、1980年に3ループ、1997年に4ループの計算が為されている。
3ループまでのベータ関数の計算結果を以下に示す。ただし、繰り込み点μ2における結合定数α(μ2)についてのベータ関数βと各項の係数β0,β1,β2は
{\displaystyle \beta (\alpha )=\mu ^{2}{\frac {\partial }{\partial \mu ^{2}}}{\frac {\alpha (\mu ^{2})}{4\pi }}=-\left[\beta _{0}\left({\frac {\alpha }{4\pi }}\right)^{2}+\beta _{1}\left({\frac {\alpha }{4\pi }}\right)^{3}+\beta _{2}\left({\frac {\alpha }{4\pi }}\right)^{4}+\cdots \right]}
と定義する。3ループ以降の計算結果は繰り込み条件に依存するが、以下ではMSスキームによる結果を示す。
{\displaystyle \beta _{0}={\frac {11}{3}}C_{A}-{\frac {4}{3}}T_{F}n_{f}}
{\displaystyle \beta _{1}={\frac {34}{3}}C_{A}^{2}-{\frac {20}{3}}C_{A}T_{F}n_{f}-4C_{F}T_{F}n_{f}}
{\displaystyle \beta _{2}={\frac {2857}{54}}C_{A}^{3}-{\frac {1415}{27}}C_{A}^{2}T_{F}n_{f}+{\frac {158}{27}}C_{A}T_{F}^{2}n_{f}^{2}+{\frac {44}{9}}C_{F}T_{F}^{2}n_{f}^{2}-{\frac {205}{9}}C_{F}C_{A}T_{F}n_{f}+2C_{F}^{2}T_{F}n_{f}}
ここで、{\displaystyle T_{F}} はフェルミオンの表現における生成子の規格化定数、{\displaystyle C_{F},C_{A}} はそれぞれフェルミオンとゲージ場の表現におけるカシミア演算子であり、nfはフェルミオンのフレーバー数である。
基本表現として変換するフェルミオンを考えると {\displaystyle T_{F}={\frac {1}{2}},C_{F}={\frac {N^{2}-1}{2N}}}である。
ゲージ場は随伴表現として変換するので {\displaystyle C_{A}=N} である。

### 標準模型
標準模型では、ゲージ結合定数以外に、フェルミオンとヒッグス場の相互作用（湯川相互作用）による結合定数、ヒッグス場の自己相互作用による結合定数が存在し、それと対応するベータ関数が計算されている。